# Биљана Стјепановић
Биљана Стјепановић (рођена 16. јуна 1987. године у Београду) је српска кошаркашица која игра на позицији центра. Са Црвеном звездом је освојила две титуле првака Србије (2017. и 2018), а пре тога 2010. године је била првак Србије и са Партизаном.

## Каријера
Током каријере је наступала за Партизан, Радивој Кораћ, Олимпију из Брашова, Тсмоки из Минска, мађарски Атомерому, румунски Сату Маре, Дунав Русе бившег шампиона Бугарске и подгоричку Будућност. Уочи доигравања 2017. године појачава Црвену звезду и осваја две националне титуле са Црвеном звездом, од које она 2018. 30. национална титула Црвене звезде чиме је ушла у историју клуба.

### Репрезентација
Била је члан млађих репрезентативних селекција Србије. Повремено је и сениорска репрезентативка Србије и била је на ширем списку репрезентације приликом освајања злата на првенству Европе 2015. године.